# Tenoch

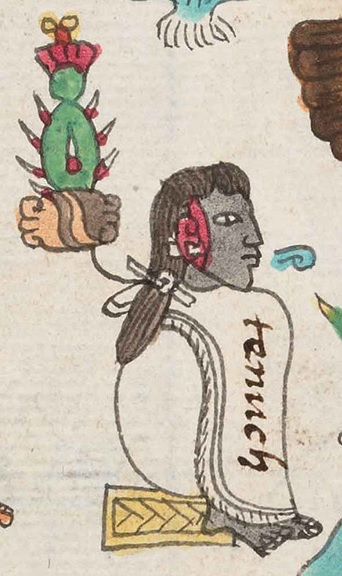
Tenoch enligt Codex Mendoza.

Tenoch, född 1299, död 1366, var en aztekisk tlatoani, härskare, mellan 1347 och 1366. Hans namn på nahuatl betyder klippa/sten/kaktusfrukt. Tenoch var enligt legenden den tlatoani som grundlade det aztekiska imperiet och det finns flera myter kring hans person. Han var också den som grundade staden Tenochtitlán.